# Buffalo Pound Lake
Buffalo Pound Lake är en sjö i Kanada.   Den ligger i provinsen Saskatchewan, i den södra delen av landet, 2 300 km väster om huvudstaden Ottawa. Buffalo Pound Lake ligger 521 meter över havet.
Trakten runt Buffalo Pound Lake består till största delen av jordbruksmark. Trakten runt Buffalo Pound Lake är nära nog obefolkad, med mindre än två invånare per kvadratkilometer.